# Linia wiecznego śniegu

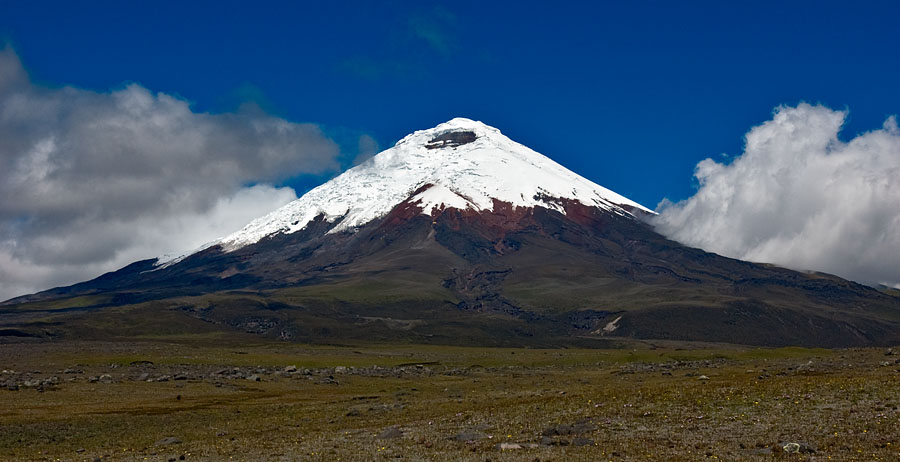
Granica wiecznego śniegu na wulkanie Cotopaxi, na wysokości około 4750 m n.p.m., widziana z wysokości 3700 m n.p.m.

Linia wiecznego śniegu (granica wiecznego śniegu, granica wieloletniego śniegu) – wysokość, wyrażona w metrach n.p.m., powyżej której opad śniegu przewyższa jego topnienie w bilansie rocznym. W sprzyjających warunkach topograficznych powyżej tej granicy mogą powstawać pola firnowe lodowców (zobacz też: linia równowagi bilansowej), w tym wypadku stanowi ona dolną granicę pola firnowego. Położenie granicy wieloletniego śniegu zależy głównie od czynników takich jak:
- klimatycznych, zwłaszcza średniej temperatury lata i ilości opadów atmosferycznych (klimatyczna granica wieloletniego śniegu),
- pogodowych (sezonowa granica wieloletniego śniegu)
- geomorfologicznych: rzeźba terenu, nachylenie, ekspozycja itp. (orograficzna granica wieloletniego śniegu).

Wysokość, na której przebiega ta granica jest zróżnicowana: na terenach polarnych sięga ok. 200–1000 m n.p.m., na Grenlandii i Antarktydzie schodzi do poziomu morza; w strefie umiarkowanej występuje na wysokości ok. 800–3200 m n.p.m., w strefie zwrotnikowej ok. 5000–6000 m n.p.m., zaś na równiku obniża się wskutek zwiększonych opadów do ok. 4500–5000 m n.p.m.
W Tatrach teoretyczna klimatyczna linia śnieżna przebiega na wysokości ok. 2500–2800 m n.p.m. Na takich wysokościach warunki klimatyczne (temperatura lata i opady roczne) w Tatrach są zbliżone do tych, które występują na wysokości linii równowagi bilansowej współczesnych monitorowanych lodowców. Przebieg klimatycznej linii śnieżnej w Tatrach powyżej najwyższych szczytów dobrze tłumaczy brak lodowców w tych górach.